# NGC 6080
NGC 6080 (другие обозначения — UGC 10268, IRAS16104+0218, MCG 0-41-7, NPM1G +02.0441, ZWG 23.23, KCPG 487A, PGC 57509) — галактика в созвездии Змея.
Этот объект входит в число перечисленных в оригинальной редакции «Нового общего каталога».